# هانتینگتون (ماساچوست)
هانتینگتون، ماساچوست
هانتینگتون(به انگلیسی: Huntington) شهرکی در شهرستان همشایر ایالت ماساچوست می‌باشد که در سال ۱۷۷۵ بنیان‌گذاری شده‌است. این شهرک در سرشماری سال ۲۰۱۰ میلادی، ۲٬۱۸۰ نفر جمعیت داشته‌است.